# Rallye Monte Carlo 2004

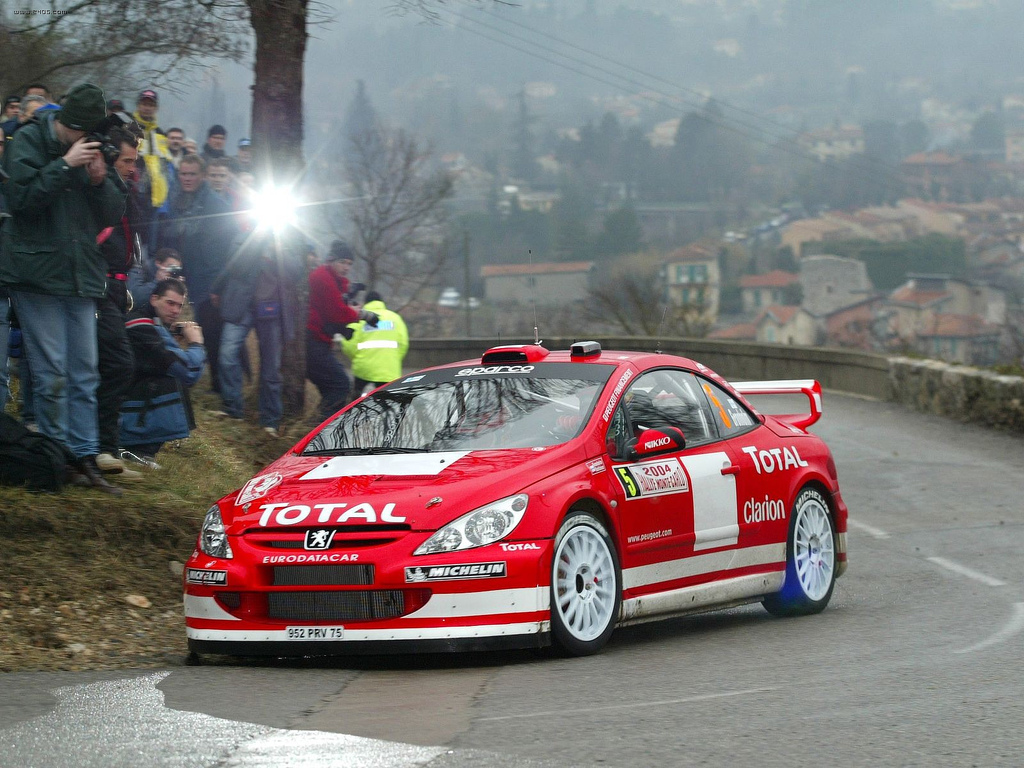
Marcus Grönholm

Rallye Monte Carlo 2004 byla úvodní soutěž mistrovství světa v rallye 2004, která se jela ve dnech 22. až 25. ledna. Vítězem se stal Sebastien Loeb s vozem Citroën Xsara WRC. Na start nesměly žádné vozy skupiny N. Poprvé se zde představily vozy Peugeot 307 CC WRC a Mitsubishi Lancer WRC04. Zbrusu nový vůz představil také Suzuki World Rally Team, když zde poprvé startoval automobil Suzuki Ignis S1600. Naposled zde startovaly vozy Ford Puma S1600, které v následujícím závodě vystřídaly vozy Ford Fiesta S1600.

## Průběh soutěže
Hned první test byl kvůli neukázněným divákům zrušen. Ten druhý vyhrál Marcus Grönholm s Peugeotem. Druhý byl Markko Märtin s vozem Ford Focus RS WRC a třetí Loeb. Další test vyhrál Märtin a třetí Loeb. přesto se Grönholm držel na prvním místě. Ten měl ale brzy technické problémy s převodovkou. Stále ale udržoval náskok před Loebem a Märtinem. Další pozice měl Mikko Hirvonen, Carlos Sainz, Roman Kresta a Petter Solberg. Na dalších pozicích byli jezdci Mitsubishi Gianluigi Galli a Gilles Panizzi, za nimiž byl Mikko Hirvonen. Grönholm měl v posledním testu problémy s převodovkou a propadl se až za Loeba a Märtina. Krestovi se porouchal motor, a tak jej předstihl Solberg. Odstoupili Galli a Campos.
V druhé etapě havaroval Nicollas Vouilloz a zatarasil trať. Jako první k tomuto místu dorazil Kresta. Částečně tak časy nebyly započítány. V dalších testech řada jezdců chybovala, a tak se Loebův náskok zvyšoval. Na druhou pozici se dostal Francois Duval před Märtina a Grönholma. Za nimi byl Panizzi a Freddy Loix. Sainz a Hirvonen havarovali a Kresta odstoupil pro poruchu spojkového hřídele. Do první desítky se tak dostal Antony Warmbold a Josef Béreš. Loeb stále držel první pozici, druhý byl Duval, třetí Märtin a čtvrtý Grönholm.
Ve třetí etapě se jel slavný úsek Col de Turini. Na něm zvítězil Märtin před Grönholmem a Duvalem. Další test vyhrál Solberg. Loeb si pohlídal náskok a v čele se udržel. Druhý skončil Märtin a třetí Duval. Grönholm skončil až pod stupni vítězů. V závěru měl technické problémy Solberg a musel odstoupit Warmbold.

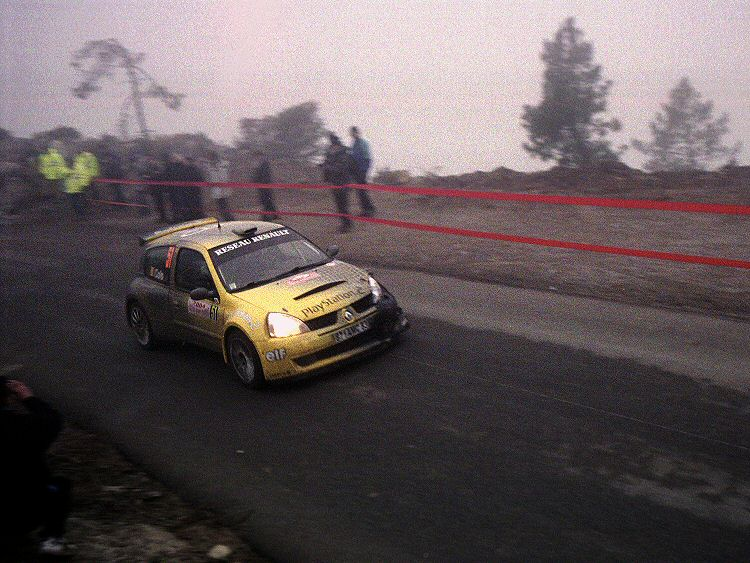
Bernardi s Renaultem Clio

## Výsledky
1. Sebastian Loeb, Daniel Elena - Citroën Xsara WRC
2. Markko Märtin, Michael Park - Ford Focus RS WRC
3. Francois Duval, Fortin - Ford Focus RS WRC
4. Marcus Grönholm, Timo Rautiainen - Peugeot 307 CC WRC
5. Freddy Loix, Smeets - Peugeot 307 CC WRC
6. Gilles Panizzi, Panizzi - Mitsubishi Lancer WRC
7. Petter Solberg, Phil Mills - Subaru Impreza WRC
8. Olivier Burri, Patthey - Subaru Impreza WRC
9. Josef Béreš, Petr Starý - Hyundai Accent WRC
10. Bernardi, Giraudet - Renault Clio